# Edward Revill Cullinan
Edward Revill Cullinan, britanski general, * 1901, † 1965.